# Oskar Hergt
Oskar Hergt, né le 22 octobre 1869 à Naumbourg (province de Saxe) et mort le 9 mai 1967 à Göttingen, est un juriste et homme politique allemand, membre du Parti populaire national allemand (DNVP) à l'époque de la république de Weimar. Il est élu président fédéral du DNVP nouvellement fondé le 19 décembre 1918 ; en 1920, il est élu député au Reichstag. Avec la formation d'une coalition libérale-conservateur par le chancelier centriste Wilhelm Marx, il est ministre de la Justice et vice-chancelier de 1927 à 1928.

## Biographie
Fils d'un marchand, Oskar Hergt fréquente le Gymnasium de Naumbourg, puis il étudie le droit à l'université de Wurtzbourg et à celles de Munich et Berlin. Après l'obtention de son diplôme d'État, il est nommé assesseur dans la province de Saxe et, par la suite, juge d'instance à Liebenwerda. En 1902, il devient fonctionnaire auprès du district de Hildesheim et du haut président de la province de Hanovre ; à partir de 1904, il poursuit sa carrière dans le ministère des Finances de la Prusse, avec le titre de Geheimer Rat. Dès 1909, il est rapporteur pour le budget de l'État au parlement prussien. 
Hergt est président du district de Liegnitz en 1915 et du district d'Oppeln en 1916-1917. D'août 1917 jusqu'au 7 novembre 1918, il occupe la fonction de ministre des Finances de Prusse.

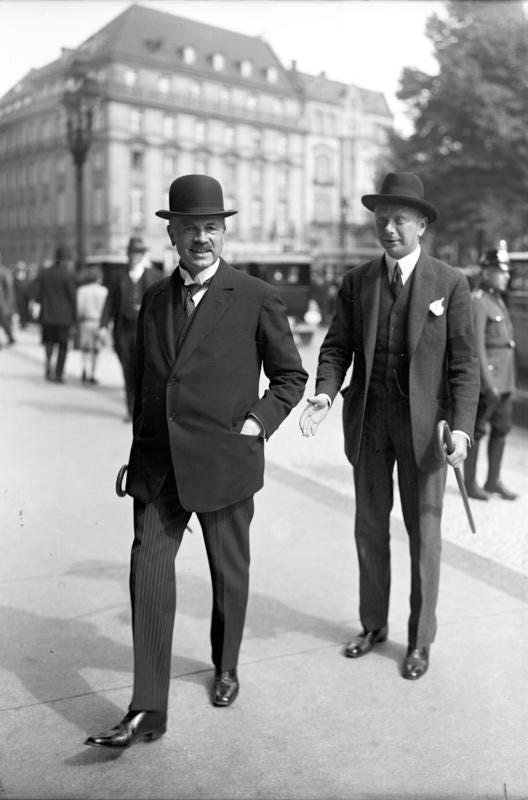
Oskar Hergt (à gauche) en chemin pour le Reichstag, juin 1928.

Jusqu'à la fin de la Première Guerre mondiale et la dissolution de l'Empire allemand au cours de la révolution de 1918-1919, il reste sans affiliation politique, bien qu'il soit proche du Parti conservateur libre. En novembre 1918, il participe activement à la création du Parti populaire national allemand (DNVP) dont il est élu président le 19 décembre. Hergt adopte une position conservatrice plus modérée à l'aile droite. En tant que monarchiste, il se déclare opposé à la république de Weimar ; néanmoins, il rejette toutes les tentatives visant à un renversement violent du gouvernement démocratique. 
De 1919 à 1923, il est député au sein du parlement de l'État libre de Prusse. Hergt siège également au sein du Reichstag de 1920 à 1933 et exerce les fonctions de président du groupe du DNVP jusqu'en 1924. Après que quelques membres du groupe se sont montrés pour l'adoption du plan Dawes, il se retire de la tête du parti le 23 octobre 1924. Quatre ans plus tard, il se porte à nouveau candidat à la présidence ; il est alors défait par Alfred Hugenberg.
Du 28 janvier 1927 au 28 juin 1928, Hergt est ministre du Reich à la Justice et vice-chancelier au sein du gouvernement du chancelier Wilhelm Marx. Après la captation du pouvoir (Machtergreifung) par les Nazis en 1933, il se retire dans la vie privée.